# Paris (Dänemark)
Paris ist ein dänischer Weiler; er liegt nahe dem Limfjord an der Straße von Struer nach Lemvig im Nordwesten Jütlands. Er gehört zur Kommune Lemvig und ist landwirtschaftlich geprägt. Die Entfernung nach Lemvig beträgt 7,5 Kilometer.